# Bastian Pastewka
Bastian Pastewka (Bochum, 4 april 1972) is een Duitse acteur, komiek, draaiboekauteur, stemacteur en luisterboekacteur.

## Jeugd en opleiding
Bastian Pastewka werd geboren in Bochum als zoon van een agrarisch ingenieur en een lerares. Hij groeide op in Bonn, waar hij in 1991 eindexamen deed op het Clara Schumann-gymnasium en na de militaire dienstplicht pedagogiek, germanistiek en sociologie studeerde. In 1993 beëindigde hij deze studie zonder afsluiting.

## Carrière
Tijdens zijn studie in 1992 richtte Pastewka met Bernhard Hoëcker, Oliver Bröker en Keirut Wenzel de Comedy Crocodiles op, die met drie podiumprogramma's, waaronder Wer schwängerte die Biene Maja, overwegend in theaters rondom Keulen en Bonn optraden. In 1997 werd de groep opgedoekt. Vanaf het midden van de jaren 1990 werkte hij voor de radio en voor de camera, in de WDR-jeugdprogramma's U30 en Lollo Rosso. Hier kreeg hij de mogelijkheid om met de auteur en regisseur Alexander von Eisenhart-Rothe en de boekauteur Mona Sharma verdere media-ervaring op te doen.

### De jaren 1990
Meer bekendheid kreeg hij door de Sat.1-Wochenschau, waar hij van september 1996 tot juni 2001 tot het ensemble behoorde. In het kader van dit comedyprogramma vertolkte hij verschillende figuren, waaronder de presentator Brisko Schneider, die zich onderscheidde door onzijdig gedrag, zwarte lak- en lederbekleding en een sterk gegeld kapsel met opgeschilderde karbonades. Als parodie op erotische magazines zoals Liebe Sünde en Peep! leidde hij door de uitzending Seks TV, waarin hij verschillende gasten interviewde en iedere editie opende met de begroeting Hallo, liebe Liebenden. Door de populariteit van deze figuur zond Sat.1 in december 1999 in meerdere afleveringen Briskos Jahrhundert Show uit, waarin de presentator optrad als protagonist. Tot de markante karakters van Pastewka behoorde ook de figuur van de filosoferende, maar verward lijkende Ottmar Zittlau, wiens optische kenmerken een groen joggingpak uit ballonzijde en een verwarde blonde pruik waren. Twee andere figuren, die door Pastewka werden voorgesteld, waren een zenuwachtige reporter, die regelmatig bij de door Ingolf Lück vertolkte gepensioneerde Herbert Görgens te gast was en een rozenverkopende Indiër.

### De jaren 2000
In 2003 zond RTL de met de Adolf Grimme-prijs 2003 genomineerde uitzending Ohne Worte uit, waarvan in de herfst van 2004 een tweede seizoen kwam met een vervolg van zes afleveringen. Geïnspireerd door de Britse komiek Rowan Atkinson speelde Pastewka in dit format uitsluitend pantomimische sketches en werd daarvoor in 2005 met de Bayerische Fernsehpreis onderscheiden. Nadat het reismagazine Vox Tours hem in 2002 op een expeditie naar Tunesië had gestuurd, startte hij met een nieuwe reiscomedy bij RTL, waarin hij, in het kader van zijn reizen naar India, Japan, Rusland, Fiji, Vanuatu en Mexico, de informatie over die landen, mensen en culturen met komische elementen verbond. De reeks werd genomineerd voor de Deutsche Fernsehpreis, voor de editie Pastewka in Russland, waarin de komiek onder andere in een kosmonautencentrum deelnam aan een parabelsimulatie en de toestand van gewichtloosheid beleefde. Hiervoor kreeg hij een volgende nominatie voor de Adolf Grimme-prijs.
Na zijn afscheid bij de Wochenschau ontwikkelde Pastewka met de komiek Olli Dietrich, de musicalzangeres Susie Frese en gitarist Ralf Hartmann een podiumprogramma, dat het kwartet van 2002 tot 2004 door heel Duitsland voerde. Tijdens hun optredens presenteerden ze muzikale parodieën en komische duo- en solostukken, waarin Pastewka ook de rol van Ottmar Zittlau speelde. Sinds 2005 trad hij herhaald op in de komedie Männerhort in het Berlijnse Theater am Kurfürstendamm. Naar aanleiding van het langdurige succes maakte het ensemble in 2008 een landelijke tournee. Halteplaatsen waren onder andere het Winterhuder Fährhaus in Hamburg en het Ruhrfestspielhaus in Recklinghausen.
In september 2005 startte Sat.1 met de uitzending van de tot dan toe zeven seizoenen omvattende serie Pastewka, waarin de komiek zichzelf speelt en drie maal achter elkaar genomineerd werd voor de Adolf Grimme-prijs. In 2004 accepteerde hij naast Oliver Kalkofe de hoofdrol van Inspektor Very Long in de Edgar Wallace-hommage en filmparodie Der Wixxer en in het in 2007 aansluitende vervolg Neues vom Wixxer. Bovendien fungeerde hij in beide films, samen met Kalkofe en Oliver Welke, als draaiboekauteur.
In december 2007 was Pastewka met Anke Engelke te zien in de Sat.1-productie Fröhliche Weihnachten! – mit Wolfgang & Anneliese, een parodie op verschillende kerstprogramma's van de Duitse televisie. In het kader van deze show speelden beide acteurs in een reeks meerdere karakters en werden daarvoor onderscheiden met de Adolf Grimme-prijs, de Bayerische Fernsehpreis en de Deutsche Comedypreis 2008. In december 2009 waren beiden te gast in de ZDF-uitzending Wetten, dass..? van presentator Thomas Gottschalk in de personages van Wolfgang & Anneliese. Voor dit optreden en voor de presentatie van de Deutsche Fernsehpreis (als Wolfgang) werd hij wederom genomineerd voor de Adolf Grimme-prijs.

### De jaren 2010
In 2011 trad hij met andere collega's, waaronder Michael Kessler en Oliver Kalkofe, als gastacteur op voor de Gernsehclub op meerdere Duitse podia. Het concept was, dat de deelnemende prominenten zelf uitgezochte film- of seriefragmenten konden tonen. Vanaf mei 2011 werd het populaire formaat met de Sat.1-productie Fröhlicher Frühling mit Wolfgang und Anneliese vervolgd, waarin volksmuziekprogramma's geparodieerd werden. Tot 2011 was hij ook regelmatig te gast in de Sat.1-show Genial daneben. In 2012 speelde hij aan de zijde van Judy Winter de hoofdrol in de zwarte komedie Mutter muss weg, die door critici positief werd beoordeeld.
Begin 2016 startte de uitzending van de nieuw geproduceerde miniserie Morgen hör ich auf (ZDF). Pastewka speelt de hoofdrol als de overspannen familievader Jochen Lehmann, die uit financiële nood valsemunter wordt. Er wordt een tweede seizoen gepland. De serie werd in maart 2017 onderscheiden met de Goldene Kamera, die door het gehele team in ontvangst werd genomen. In februari 2017 maakte Pastewka via de sociale netwerken bekend, dat de sitcom Pastewka wordt vervolgd bij de video-on-demand aanbieder Amazon Video.

## Luisterboeken en hoorspelen
Naast zijn werk als acteur werkt hij ook als stemacteur en hoorspelspreker en als luisterboekvertolker. Geïnitieerd door de komiek Jürgen von der Lippe en vervolgens uitgezonden door de WDR-radio en in de Langen Nacht van de WDR-televisie, verscheen de geluidsdrager Ja uff erstmal… - Winnetou unter Comedy-Geiern. In deze productie uit 1955 werd een voor de radio aangepast en een 45 rollen bevattend hoorspel van Karl May met Duitse komieken gevuld, waaronder Rüdiger Hoffmann, Herbert Knebel, Dirk Bach, Hella von Sinnen en Mike Krüger. Tweemaal accepteerde hij een gastrol in de hoorspelserie Die drei ???: in 2001 in de aflevering Das Hexenhandy en in 2010 in Die Drei ??? und der dreiTag.
Met Der lachende Pessimist (Wilhelm Busch) en Edgar Wallace – Die Romanfabrik (2007) debuteerde Pastewka als luisterboekspreker. In 2009 was hij te horen in het fantasy-hoorspel Morland. Die Rückkehr der Eskatay en in Kindergeschichten mit dem Bamberger Kasperl Spezial, een productie ten gunste van de Deutschen Kinderkrebsstiftung. Bovendien las hij de debuutroman Neu-Erscheinung van de schrijver Michael Gantenberg (2009) en trad hij met hem in het kader van een leesreeks in verschillende locaties in Duitsland op. In 2011 ontstond het luisterboek Urlaub mit Esel (ook Michael Gantenberg), welk door Pastewka werd gesproken.
In november 2013 schiep Pastewka samen met de regisseur en auteur Leonhard Koppelmann Paul Temple und der Fall Gregory volgens Francis Durbridge als hoorspelavond. In januari 2014 produceerde het ensemble van die avond een hoorspel-cd. Van november 2014 tot december 2015 gaven ze met hun live-hoorspel meer dan 70 voorstellingen tijdens hun tournee door ongeveer 50 Duitse steden. Deels werden ze live begeleid door het WDR-Funkhausorchester en het Philharmonisch Orchester Hagen.
In december 2013 voerde Pastewka niet alleen voor de eerste keer de hoorspel-regie bij het WDR-hoorspel Der Hund der Baskervilles, maar ontwierp ook het radioarrangement van het romanmodel naar Arthur Conan Doyle. De première van de 114 minuten durende productie vond plaats op 5 januari 2014 bij WDR 5.

## Synchronisatie
Op het gebied van de filmsynchronisatie werd Pastewka, net als het merendeel van zijn prominente collega's, veelal gevraagd voor rollen in animatiefilms, waaronder in alle drie de delen van de kinderboekverfilming Stuart Little als Stuart (2001, 2003 en 2005), als giraffe Melman in alle delen van Madagascar (2005, 2008 en 2012), als dar Barry B Benson in Bee Movie – Das Honigkomplott (2007) en als olifantenkoe Angie in Konferenz der Tiere (2010). In de Britse sketch-comedy-show Die Mannohnekopf Show leende hij zijn stem aan James Bachman. In de op Kerstmis 2011 uitgezonden ARD-tv-productie Nils Holgerssons wunderbare Reise sprak hij de ganzerik Martin.

## Trivia
Pastewka is fan van de Franse komiek Louis de Funès en de hoorspelserie Die drei ???. In het kader van zijn optreden in het programma Wetten, dass..? van november 1999 somde hij als gast op de wedbank de eerste 40 afleveringen van de detectivereeks uit het hoofd op. Bovendien is hij in de aflevering Das Hexenhandy en in Special 2010 te horen. In 2007 publiceerde hij de roman Der Wixxer van de gelijknamige film, samen met Oliver Kalkofe en Oliver Welke.

## Privéleven
Bastian Pastewka woont in Berlijn en Keulen samen met zijn echtgenote Heidrun Buchmaier, die bedrijfsleidster is bij een kunstenaarsagentschap, waar ze sinds 2004 bij aangesloten is.

## Onderscheidingen
- 1999 - Romy – innovatiefste programma-idee voor Die Wochenshow (als teamlid)
- 1999 - Deutscher Comedypreis – beste comedyshow voor Die Wochenshow (als teamlid)
- 2000 - Romy - Die Wochenshow (als teamlid)
- 2000 - Radio Regenbogen Award – beste komiek
- 2000 - Goldene Kamera – beste komiek
- 2003 - Deutscher Comedypreis – Beste komiek
- 2005 - Bayerischer Fernsehpreis voor Ohne Worte
- 2006 - Rose d’Or – Sitcom-vertolker
- 2006 - Rose d’Or – Prijs van de pers
- 2006 - Deutscher Comedypreis – beste comedy-serie voor Pastewka
- 2006 - Deutscher Fernsehpreis – beste Sitcom voor Pastewka
- 2008 - Goldene Schallplatte voor Pastewka 1e staffel
- 2008 - Adolf-Grimme-Preis
- 2008 - Amusement voor Pastewka (genomineerd)
- 2008 - Amusement voor Fröhliche Weihnachten! – mit Wolfgang & Anneliese (samen met Anke Engelke)
- 2008 - Bayerischer Fernsehpreis voor Fröhliche Weihnachten! – mit Wolfgang & Anneliese (samen met Anke Engelke)
- 2008 - Deutscher Comedypreis in de categorie beste comedyevent voor Fröhliche Weihnachten! – mit Wolfgang & Anneliese (samen met Anke Engelke)
- 2008 - Jupiter voor Neues Vom Wixxer samen met Oliver Kalkofe
- 2009 - Deutscher Comedypreis voor Zwei Weihnachtsmänner (Beste tv-komedie, samen met Christoph Maria Herbst)
- 2010 - Goldene Schallplatte voor Zwei Weihnachtsmänner samen met Christoph Maria Herbst
- 2010 - Deutscher Comedypreis in de categorie beste comedyevent voor Fröhliche Weihnachten! – mit Wolfgang & Anneliese samen met Anke Engelke)
- 2011 - Goldene Schallplatte voor Pastewka 2e staffel
- 2011 - Deutscher Comedypreis – beste acteur
- 2013 - Prix Pantheon Sonderpreis Reif & Bekloppt
- 2013 - Deutscher Comedypreis – beste acteur
- 2014 - Die Wühlmäuse – ereprijs van het grote Kleinkunstfestival der Wühlmäuse
- 2015 - Jupiter Award – Beste tv-serie nationaal voor Pastewka
- 2015 - Deutscher Comedypreis – Beste comedyserie voor Pastewka
- 2017 - Goldene Kamera - Beste meerdelige-/mini-serie "Morgen hör ich auf"

## Filmografie (selectie)

### Film
- 1993: Das Wunder von Mâcon
- 1997: I'm Here
- 2000: Der Zimmerspringbrunnen
- 2002: Et kütt wie et kütt (korte film)
- 2004: Der WiXXer
- 2006: Reine Formsache
- 2006: Schwere Jungs
- 2007: Neues vom WiXXer
- 2008: Zwei Weihnachtsmänner
- 2009: Lulu & Jimi
- 2009: Männerherzen
- 2009: Die Bremer Stadtmusikanten
- 2010: Jerry Cotton
- 2010: Wir müssen reden! (gastoptreden)
- 2012: Mutter muss weg

### Tv-amusement
- 1996–2001: Die Wochenshow
- 2003–2011: Genial daneben – Die Comedy Arena (gastoptreden)
- sinds 2005: Pastewka (sitcom)
- 2007, 2009: Fröhliche Weihnachten – mit Wolfgang & Anneliese
- 2009: Presentatie Deutscher Fernsehpreis 2009 (als Wolfgang Funzfichler van het volksmuziek-duo Wolfgang & Anneliese)
- 2011: Fröhlicher Frühling – mit Wolfgang & Anneliese
- 2011: heute-show, gastoptreden
- 2012: Danni Lowinski, gastoptreden
- 2013: Die große TV-total-Prunksitzung, gastoptreden met Wolfgang & Anneliese en als Ottmar Zittlau
- 2015: Sketch History, als spreker
- 2016: Morgen hör ich auf

### Synchronisatie
- 2001: Stuart Little
- 2001: Kommando Störtebeker (Paul Bommel)
- 2002: Die Profis – Die nächste Generation
- 2002: Waterboy – Der Typ mit dem Wasserschaden
- 2003: Stuart Little 2
- 2005: Madagascar (Melman)
- 2005: Stuart Little 3
- 2005: Der Kleine Eisbär 2 – Die Geheimnisvolle Insel (Nalle)
- 2007: Bee Movie – Das Honigkomplott (Barry B Benson)
- 2008: Madagascar 2 (Melman)
- 2008: Jagdfieber 2 (Fifi)
- 2009: Die Mannohnekopf Show (James Bachman)
- 2010: Megamind
- 2010: Konferenz der Tiere (Olifantenkoe Angie)
- 2011: Nils Holgerssons wunderbare Reise (film) (ganzerik Martin)
- 2012: Madagascar 3 (Melman)
- 2014: Baymax – Riesiges Robowabohu
- 2015: Home – Ein smektakulärer Trip (Oh)
- 2015: Gespensterjäger – Auf eisiger Spur (Hugo)
- 2016: Der Vollposten (Checco)

- Gemeinsame Normdatei: 130376833
- International Standard Name Identifier: 0000 0001 1458 704X
- Library of Congress Control Number: no2010136588
- MusicBrainz: 6dca3228-4f7e-4d4a-9a2d-65043d72ce83
- Réseau des bibliothèques de Suisse occidentale: 02-A023245968
- Système universitaire de documentation: 13752580X
- Virtual International Authority File: 165102472
- WorldCat: E39PBJfx8tdCDg94rP86Fkyrv3